# Алтаїт

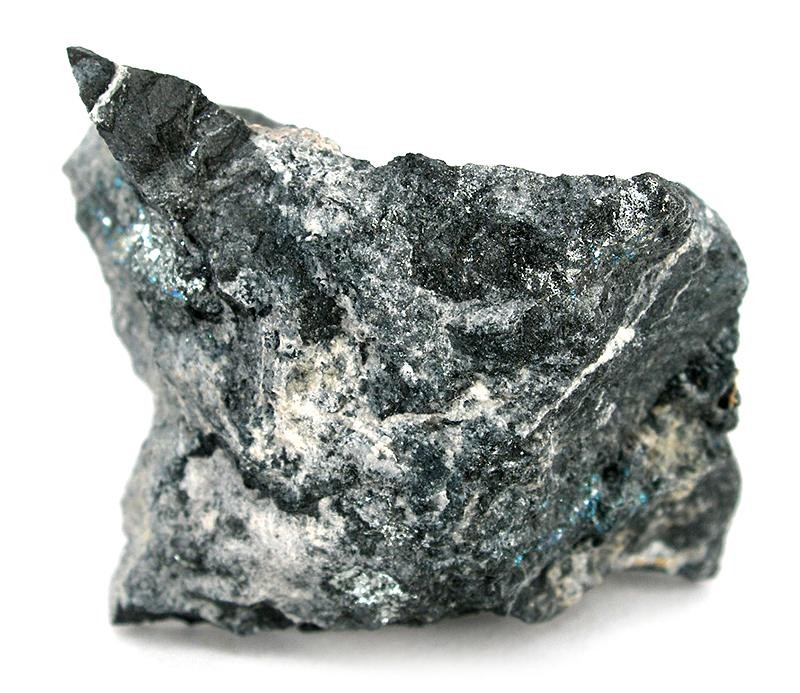
Алтаїт

Алтаїт — мінерал класу телуридів, PbTe.

## Загальний опис
Містить 60,2—61,3 % Pb і 36,8—38,4 % Те; домішки: Ag, Fe, Cu, S, Se. Нерідкі тонкі вростки телуридів золота і срібла; часто зустрічається в тісних зростках з самородним Au і Ag, галенітом.
Сингонія кубічна.
Колір олов'яно-білий з жовтуватим відтінком; характерні бронзово-жовті розводи.
Твердість 2,5—3.
Густина 8200—8300 кг/м³.
Крихкий.
За походженням гідротермальний.
Поряд з іншими телуридами — головне джерело попутного отримання телуру при металургійній переробці поліметалічних руд.